# Penong
Penong – miasto (town) w Australii, w zachodniej części stanu Australia Południowa, na terenie zarządzanym przez Outback Areas Community Development Trust, położone na równinie Nullarbor, ok. 15 km na północ od wybrzeża Wielkiej Zatoki Australijskiej. W 2006 roku miasto liczyło 215 mieszkańców.
Przez miasto przebiega droga Eyre Highway.